# Келвін Аду
Келвін Аміан Аду (фр. Kelvin Amian Adou; нар. 8 лютого 1998, Тулуза) — французький футболіст івуарійського походження, захисник італійського клубу «Спеція».

## Клубна кар'єра
Народився 8 лютого 1998 року в місті Тулуза. Вихованець юнацької команди «Тулуза», з 2015 року став залучатись до матчів резервної команди. 10 січня дебютував у ній поєдинком проти «Ангулема». У сезоні 2015/16 був основним гравцем другої команди. Влітку 2016 року був викликаний на збори разом з основою.
14 серпня 2016 року дебютував у Лізі 1 у поєдинку проти «Марселя», вийшовши у стартовому складі і провівши на полі весь матч. 13 жовтня того ж року підписав перший професійний контракт з «Тулузою» строком на три роки і взяв 15-й номер, який пізніше змінив на 2-й. За п'ять сезонів відіграв за команду з Тулузи 147 матчів в національному чемпіонаті.
23 липня 2021 року уклав п'ятирічний контракт з італійським клубом «Спеція».

## Виступи за збірні
2014 року дебютував у складі юнацької збірної Франції, взяв участь у 12 іграх на юнацькому рівні.
З 2017 року залучався до матчів молодіжної збірної Франції, у її складі поїхав на молодіжний чемпіонат Європи 2019 року в Італії.

## Статистика виступів

### Статистика клубних виступів
Станом на 28 серпня 2021
| Сезон              | Команда            | Чемпіонат          | Чемпіонат | Чемпіонат | Національний кубок | Національний кубок | Національний кубок | Континентальні кубки | Континентальні кубки | Континентальні кубки | Інші змагання | Інші змагання | Інші змагання | Усього | Усього |
| Сезон              | Команда            | Ліга               | Ігор      | Голів     | Ліга               | Ігор               | Голів              | Ліга                 | Ігор                 | Голів                | Ліга          | Ігор          | Голів         | Ігор   | Голів  |
| ------------------ | ------------------ | ------------------ | --------- | --------- | ------------------ | ------------------ | ------------------ | -------------------- | -------------------- | -------------------- | ------------- | ------------- | ------------- | ------ | ------ |
| 2016–17            | «Тулуза»           | Л1                 | 22        | 0         | КФ+КЛ              | 1+1                | 0                  | -                    | -                    | -                    | -             | -             | -             | 24     | 0      |
| 2017–18            | «Тулуза»           | Л1                 | 36+1      | 1         | КФ+КЛ              | 1+2                | 0                  | -                    | -                    | -                    | -             | -             | -             | 40     | 1      |
| 2018–19            | «Тулуза»           | Л1                 | 32        | 0         | КФ+КЛ              | 2+0                | 0                  | -                    | -                    | -                    | -             | -             | -             | 34     | 0      |
| 2019–20            | «Тулуза»           | Л1                 | 20        | 0         | КФ+КЛ              | 1+1                | 0                  | -                    | -                    | -                    | -             | -             | -             | 22     | 0      |
| 2020–21            | «Тулуза»           | Л2                 | 33+3      | 4         | КФ                 | 0                  | 0                  | -                    | -                    | -                    | -             | -             | -             | 36     | 4      |
| Усього за «Тулузу» | Усього за «Тулузу» | Усього за «Тулузу» | 143+4     | 5         |                    | 9                  | 0                  |                      | -                    | -                    |               | -             | -             | 156    | 5      |
| 2021–22            | «Спеція»           | A                  | 2         | 0         | КІ                 | 1                  | 0                  | -                    | -                    | -                    | -             | -             | -             | 3      | 0      |
| Усього за кар'єру  | Усього за кар'єру  | Усього за кар'єру  | 145+4     | 5         |                    | 10                 | 0                  |                      | -                    | -                    |               | -             | -             | 159    | 5      |